# August Schanz
Jean Philipp August Schanz (* 5. Oktober 1871 in Frankfurt am Main; † 19. November 1935 ebenda) war Schlossermeister, Unternehmer und Kommunalpolitiker.

## Leben
August Schanz führte die Schlosserei seines Vaters Adam Schanz weiter und baute sie aus. Neben seinen beruflichen und politischen Tätigkeiten war er auch in den berufsständigen Organisationen maßgeblich tätig. Er war politisch in der Demokratischen Partei aktiv und von 1919 bis 1924 Stadtrat in Frankfurt am Main. Im Laufe seiner Tätigkeit lernte er den engagierten Stadtbaurat und Siedlungsplaner Ernst May des Neuen Frankfurt kennen. Gemeinsam entwickelten sie die Stahlzarge – einen im Mauerwerk befestigten Rahmen aus gekantetem Stahlblech, in den ein Türblatt eingehängt wird. Die wurde von der Firma Stahl Schanz hergestellt.
Schanz engagierte sich in den Berufsfragen des Handwerks, war Obermeister der Schlosserinnung, Mitbegründer und Vorsitzender des damaligen wichtigen Handwerksamts und ab 1927 in leitender Position in der Handwerkskammer Rhein-Main. August Schanz gründete mit anderen Meistern die Gewerbeförderungsanstalt, die als Berufsbildungs- und Technologiezentrum in Frankfurt noch heute existiert. Von 1922 bis 1929 war er stellvertretender Vorsitzender der Handwerkskammer für den Regierungsbezirk Wiesbaden in Wiesbaden und 1919 Vorsitzender des neu gegründeten Handwerkerrats. In dieser Funktion war er Organisator und Leiter des städtischen Verdingungswesens und war maßgeblich an der ersten Erstellung der ersten Verdingungsordnung beteiligt.
Nach August Schanz ist eine Straße und ein Industriegebiet in Frankfurt-Preungesheim benannt. Sein Grab befindet sich auf dem Frankfurter Hauptfriedhof.